# Aethiothemis solitaria
Aethiothemis solitaria – gatunek ważki z rodziny ważkowatych (Libellulidae). Szeroko rozprzestrzeniony w Afryce Subsaharyjskiej, nie jest zagrożony.

## Taksonomia
Tzw. solitaria-complex obejmuje prócz rzeczonego gatunku jeszcze następujące:
- Aethiothemis carpenteri
- Aethiothemis discrepans
- Aethiothemis mediofasciata

Dwa pierwsze z tych taksonów na World Odonata List zostały uznane za synonimy Aethiothemis solitaria. Podobne ujęcie systematyczne przyjęła Międzynarodowa Unia Ochrony Przyrody (IUCN).

## Występowanie
Ten afrykański gatunek posiada szeroki zasięg występowania. Występuje od Senegalu, Liberii i Sierra Leone równoleżnikowo na wschód, osiągając na południu w kilku miejscach wybrzeże Atlantyku, a później leżąc w głębi lądu aż po południowy Sudan, po czym kieruje się na południe, osiągając Botswanę. W końcu skręca na północny zachód, osiągając wybrzeże Atlantyku. Gatunek został stwierdzony w następujących państwach:
- Angola
- Botswana
- Demokratyczna Republika Konga
- Gabon
- Liberia
- Kongo
- Malawi
- Namibia
- Nigeria
- Senegal
- Sierra Leone
- Sudan
- Tanzania
- Togo
- Uganda
- Zambia
- Zimbabwe

Obecność tej ważki w Gwinei Bissau, Mali i Mozambiku jest niepewna; możliwe że występuje też w innych afrykańskich krajach.
Owad zasiedla porosłe trzciną bagna okolic rzek.